# Less Than Jake
Less Than Jake (vaak afgekort tot LTJ) is een Amerikaanse ska-punkband uit Gainesville (Florida). De band is in 1992 opgericht door Vinnie Fiorello, Chris Demakes en Roger Manganelli en is vernoemd naar de buldog van Fiorello's ouders, "Jake". Deze hond nam in het gezin zo'n belangrijke plaats in dat al het andere less than Jake, ofwel 'onbelangrijker dan Jake' was.
De ska-invloeden in het geluid van de band zijn niet vanaf het begin aanwezig geweest. De band was in eerste instantie meer een heavymetalband. Zo heeft Less Than Jake een split-cd met de Amerikaanse metalband Megadeth uitgebracht. Dit veranderde in 1993 toen eerst Jessica Mills op altsaxofoon en later Buddy Schaub op trombone de band versterkten.

## Geschiedenis

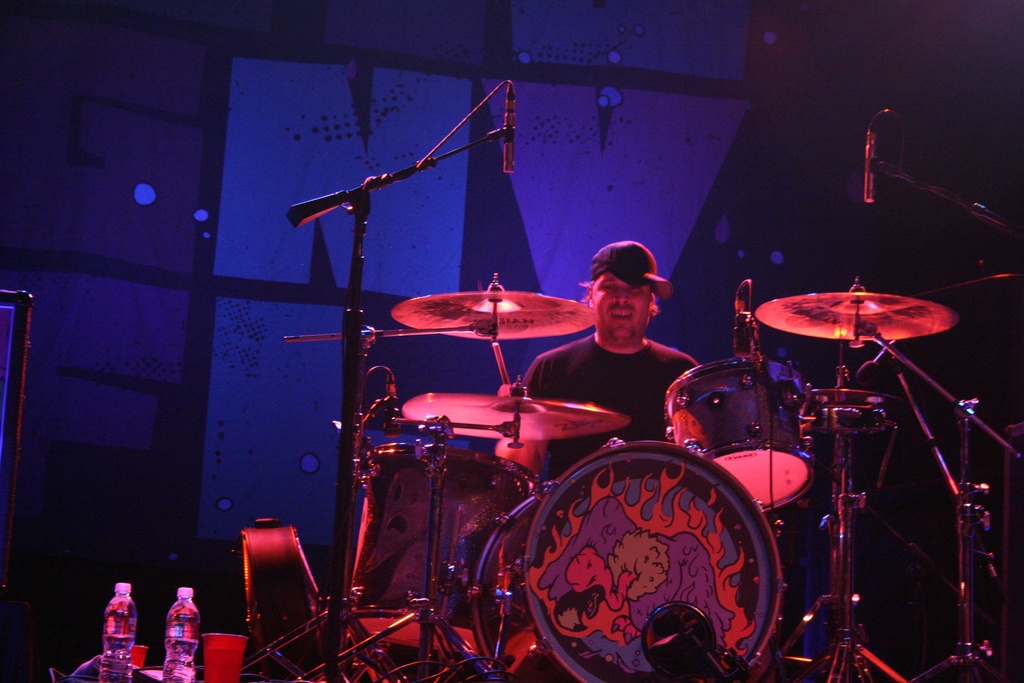
Vinnie Fiorello

### Formatie enPezcore(1992-1995)
Voor de oprichting van Less Than Jake speelden zanger en gitarist Chris DeMakes, drummer Vinnie Fiorello en basgitarist Shaun Grief in een band genaamd Good Grief tijdens de periode dat ze nog naar de highschool in Port Charlotte, Florida gingen. Good Grief werd opgeheven toen DeMakes naar het noorden vertrok om aan de Universiteit van Florida te studeren. Op 13 juli 1992 werd Less Than Jake opgericht. Grief verhuisde naar New York en DeMakes en Fiorello begonnen met het schrijven van nieuwe nummers voor Less Than Jake in het weekend. Later ging ook Fiorello aan de universiteit studeren. Hierna werd de naam voor de band bedacht en gingen de twee vrienden op zoek naar een bassist.
In 1993 kwam saxofonist Jessica Mills bij Less Than Jake spelen en gaf de band zijn eerste ep uit getiteld Smoke Spot, waarvan er 300 handmatig werden gedrukt. Kort daarna kwam ook trombonist Buddy Schaub bij de band. In de jaren daarna gaf de band onder andere zijn eerste ep Better Class of Losers uit en verschenen er nummers van Less Than Jake op compilatiealbums. Het debuutalbum Pezcore werd uiteindelijk uitgegeven in 1995 via Dill Records. In juni 1995 toerde de band samen met Skankin' Pickle door de Verenigde Staten. Schaub, die vóór de tour al plannen had om met vrienden naar Europa te gaan, werd tijdelijk vervangen door saxofonist Derron Nuhfer. Nuhfer werd permanent lid van de band in augustus 1995.

### Losing StreakenHello Rockview(1996-1999)
Kort na de uitgave van  Pezcore tekende de band bij het grotere platenlabel Capitol Records. In 1996 werd het tweede studioalbum Losing Streak via dit label uitgegeven. Na de derde editie van Warped Tour in 1997 besloten Mills en de rest van de band dat het beter was dat ze zou vertrekken, waarna ze verder ging spelen in Citizen Fish. Ze werd later vervangen door trombonist Pete Anna in januari 1998 (trombonist Lars Nylander verving Mills gedurende de herfst van 1997). Rond deze tijd begon Fiorello samen met zijn vriend John Janick een platenlabel genaamd Fueled by Ramen.

### Borders & Boundaries(2000-2002)
Na het opnemen van het studioalbum dat later Borders & Boundaries getiteld zou worden zegde Less Than Jake het contract bij Capitol Records op en stapte de band over naar het onafhankelijke platenlabel Fat Wreck Chords. In september 2000 werd Borders & Boundaries door dit label uitgegeven. Hoewel het album zelf niet zo populair was als de voorgaande studioalbums, kregen de singles "Look What Happened" en "Gainesville Rock City" wel veel erkenning in de muziekwereld. Nuhfer verliet de band vlak na het opnemen van het album en ging later verder in Gunmoll en Escape Grace. Hij werd vervangen door Peter Wasilewski (voormalig saxofonist van Spring Heeled Jack U.S.A.). Wasilewski kreeg de bijnaam "Peter Junior" ("Peter JR") om de twee Peters in de band uit elkaar te kunnen houden. Hoewel Anna de band al vlak na Wasilewski's toetreding verliet (in 2001, vlak na de Warped Tour van dat jaar), bleef de bijnaam hangen.

### Anthem(2003-2004)
Het vijfde studioalbum, getiteld Anthem, werd in 2003 uitgegeven door Sire Records, een sublabel van Warner Bros. Records. Anthem behaalde de 45ste plek in de Billboard 200-hitlijst en er werden twee bijhorende singles uitgegeven, namelijk "She's Gonna Break Soon" en "The Science of Selling Yourself Short". De band besteedde de rest van het jaar aan het promoten van het nieuwe album door te toeren en op onder andere Warped Tour te spelen. Het verzamelalbum B is for B-sides werd uitgegeven in juli 2004 en bestaat uit opgenomen nummers waarvan uiteindelijk werd besloten om ze niet op Anthem te zetten. De dvd The People's History of Less Than Jake verscheen een maand later. De video bevat professionele en amateurbeelden van optredens van Less Than Jake.

### In with the Out Crowd(2005-2007)
Nadat Less Than Jake het grootste gedeelte van 2005 had besteed aan het schrijven en opnemen van nieuw materiaal, ging de band begin 2006 samen met onder andere Catch 22, A Wilhelm Scream, The Loved Ones, New Mexican Disaster Squad en Dropkick Murphys op een tour door de Verenigde Staten en Europa. In april 2006 werd de ep Absolution for Idiots and Addicts uitgegeven via Sire Records. Het zesde studioalbum, In with the Out Crowd, volgde een maand later via hetzelfde label.
Op 21 mei 2007 maakte Fiorello bekend dat het contract met Sire Records en de moederonderneming daarvan (Warner Bros. Records) werd ontbonden. Gedurende een serie shows in Londen maakte DeMakes bekend dat het nieuwe platenlabel van Less Than Jake in Europa Cooking Vinyl zou zijn. De rest van het jaar ging de band weer op tour in de Verenigde Staten en elders.

### GNV FLA(2008-2009)
Op 8 januari 2008, na enige speculatie dat het volgende studioalbum via Victory Records of weer via Fat Wreck Chords uitgegeven zou worden, maakte de website CMJ bekend dat de band bezig was met het opzetten van een eigen platenlabel genaamd Sleep It Off Records, een verwijzing naar een titel van een nummer op B is for B-Sides. De bedoeling van het nieuwe label was om het komende studioalbum uit te geven in de zomer van 2008 en de al eerder uitgegeven albums opnieuw uit te geven. Goodbye Blue & White, Pezcore, Losers, Kings, and Things We Don't Understand, en The Peoples History of Less Than Jake werden op 18 maart 2008 heruitgegeven met nieuwe artwork en bonus dvd's.
On 20 april maakte Fiorello bekend dat het werk aan nieuwe album, dat is opgenomen in de Atlas Studios in Chicago, afgerond was. Op 23 april maakte Fiorello bekend dat het album GNV FLA zou gaan heten, een verwijzing naar en afkorting van Gainesville, Florida. De eerste single van GNV FLA was "Does The Lion City Still Roar?" en het album zelf werd uiteindelijk op 24 juni 2008 uitgegeven.

### Ep's enSee the Light(2010-heden)

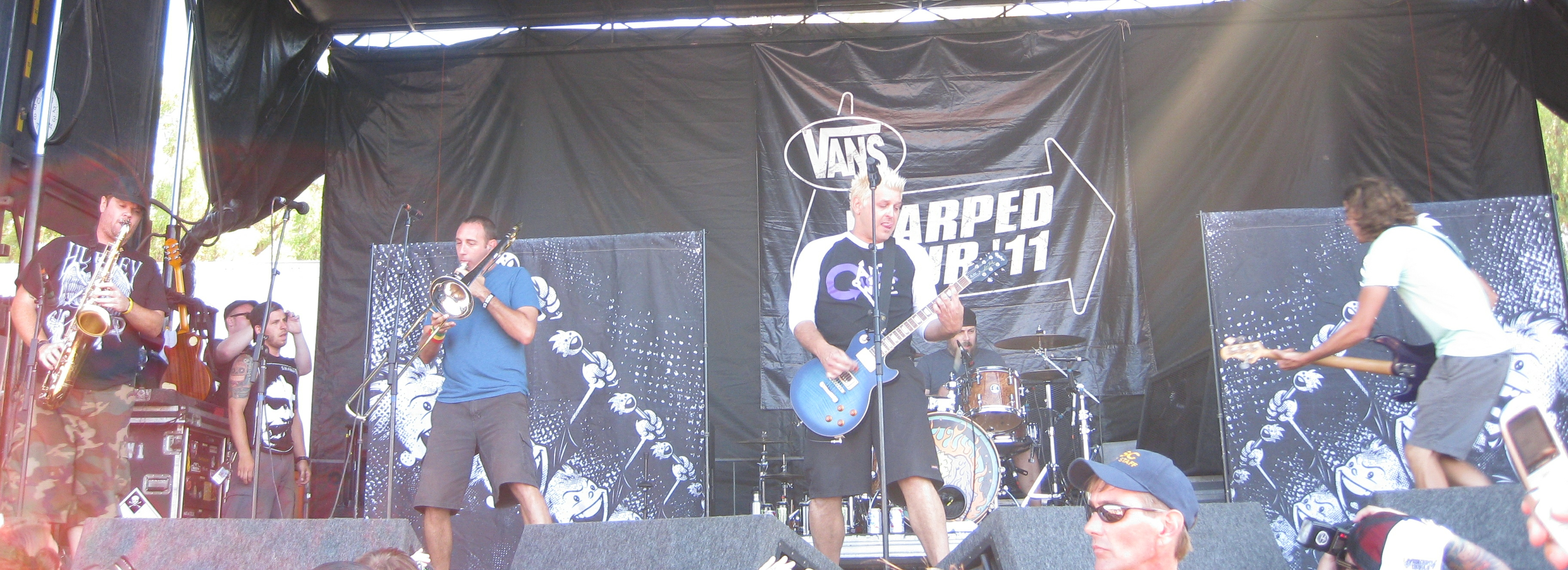
Less Than Jake tijdens de Warped Tour in 2011.

Op 7 juli 2010 maakte Less Than Jake bekend dat de band weer bezig was met het opnemen van nieuw materiaal. Op 12 oktober dat jaar werd de ep TV/EP uitgegeven, een album dat bestaat uit zestien covers van populaire openingsnummers van televisieseries.
Op 20 juni 2011 werd de ep Greetings from Less Than Jake uitgegeven. Op 16 februari 2012 werd nog een ep uitgegeven, getiteld Seasons Greetings from Less Than Jake. De band maakte bekend dat beide ep's zouden worden uitgegeven samen met twee bonustracks als onderdeel van de uitgave van het nieuwe studioalbum Greetings & Salutations from Less Than Jake, dat werd uitgegeven in oktober 2012 via Fat Wreck Chords, hetzelfde label dat Borders & Boundaries heeft uitgegeven. Op 17 april 2013 maakte Less Than Jake bekend dat de band weer een contract bij Fat Wreck Chords had getekend en een nieuw studioalbum via dit label uit zou laten geven. Op 9 augustus werd de titel en uitgavedatum bekend gemaakt en op 12 november 2013 werd See the Light uitgegeven.

## Leden
| Huidige leden - Chris Demakes - gitaar, zang - Roger Lima - basgitaar, zang - Vinnie Fiorello - drums - Buddy Schaub - trombone - Peter "JR" Wasilewski - saxofoon | Voormalige leden - Jessica Mills - altsaxofoon - Derron Nuhfer - tenor- en baritonsaxofoon - Pete Anna - trombone |

## Discografie
Studioalbums
- Pezcore (1995)
- Losing Streak (1996)
- Hello Rockview (1998)
- Borders & Boundaries (2000)
- Anthem (2003)
- In with the Out Crowd (2006)
- GNV FLA (2008)
- See the Light (2013)